# Phạm Biểu Tâm
Giáo sư Phạm Biểu Tâm (1913-1999) là một bác sĩ y khoa, được xem là chuyên gia về phẫu thuật nổi tiếng tại Việt Nam. Ông cũng là một trong những tráng sinh đầu tiên của Hướng đạo Việt Nam trong đoàn Lam Sơn được thành lập vào những năm 1930.

## Thân thế
Giáo sư Phạm Biểu Tâm sinh ngày 13 tháng 12 năm 1913 tại làng Nam Trung, tỉnh Thừa Thiên-Huế, trong một gia đình nho học và khoa bảng. Cụ cố của giáo sư là Tổng binh Phạm Tấn, người Gia Định (gốc Bến Lức, Gò Công), được vua Gia Long vời ra làm quan ngoài Bắc Hà (Ninh Bình và Nam Định). Cụ nội là Phạm Năng Tuần, tước hiệu Hàn Lâm Viên Đại Phu. Cha của ông là Phạm Hữu Văn, đậu tiến sĩ năm 1913, một trong những kỳ thi cuối cùng của Hán học tại Việt Nam. Tên cụ Phạm Hữu Văn có được khắc vào bia đá tại Văn Miếu Hà Nội và Văn Thánh Huế. Cụ làm quan tới chức Bố chính tỉnh Thanh Hoá, và khi về hưu cụ được thăng hàm Thượng thư.

## Thiếu thời
Giáo sư Phạm Biểu Tâm học tiểu học tại Huế, và sau đó qua trung học phổ thông tại Vinh. Đến lúc trung học chuyên khoa (Tú tài), ông theo học tại Trường Quốc học Huế và Trường Bưởi (Hà Nội).
Năm 1932 ông bắt đầu theo học Trường thuốc tại Hà Nội. Khi đã tốt nghiệp, ông tiếp tục làm nội trú bệnh viện trong nhiều năm để học hỏi thêm kinh nghiệm. Năm 1947 ông đệ trình luận án tiến sĩ y khoa với đề tài là "Introduction de la Médecine occidentale en Extrême-Orient" (Sự du nhập của y khoa Tây phương vào các nước miền Viễn đông).

Toán Chim Sẻ thuộc Tráng đoàn Lam Sơn Hà Nội sau lễ tuyên lời hứa ở làng Thổ Hà, Việt Yên, Bắc Giang, năm 1939. Hàng ngồi trước từ trái sang phải: Tôn Thất Tùng, Hoàng Đạo Thọ, Phạm Biểu Tâm, Trần Duy Hưng (trưởng toán), Vũ Văn Cẩn, Nguyễn Sĩ Dinh.

Năm 1948 ông trúng tuyển kỳ thi thạc sĩ y khoa (professeurs agrégés des universités, để làm giáo sư) tại Paris, đồng thời với bác sĩ Trần Quang Đệ, một nhà phẫu thuật lừng danh khác của Việt Nam.

## Sự nghiệp
Ông trở về nước làm giáo sư giảng dạy tại Trường Đại học Y khoa Hà Nội suốt trong khoảng thời gian từ 1949 đến 1954. Ông cũng kiêm nhiệm chức Giám đốc Bệnh viện Yersin tại Hà Nội. Cũng trong những ngày ấy, Quân đội Quốc gia Việt Nam được thành lập, ngành quân y Việt Nam cũng khởi đầu và ông đảm trách chức vụ Phó giám đốc Trường Quân y.
Năm 1954, ông cùng gia đình di cư vào nam và trở thành Giám đốc Bệnh viện Bình Dân, mới được xây cất xong tại đường Phan Thanh Giản, Sài Gòn. Ông cũng là Trưởng khoa Ngoại tại Bệnh viện Bình Dân.
Ngày 11 tháng 5 năm 1955 Đại học Hỗn hợp Pháp Việt được người Pháp trao trả lại cho Việt Nam và bác sĩ Phạm Biểu Tâm được cử làm khoa trưởng người Việt đầu tiên của Trường Đại học Y Dược (Faculté Mixte de Médecine et Pharmacie).
Năm 1963 ông đã được mời làm Viện trưởng Viện Đại học Sài Gòn nhưng đã từ chối, và nhất quyết ở lại với Trường Y khoa để tiếp tục chương trình đã theo đuổi từ nhiều năm. Nhưng đến ngày 31 tháng 1 năm 1967, vì nhiều lý do, ông đã quyết định từ nhiệm chức vụ khoa trưởng, và chấm dứt một trọng trách đã đảm nhiệm suốt 12 năm.
Sau 30 tháng 4 năm 1975, ông vẫn ở lại cộng tác với chính quyền mới, tiếp tục giảng dạy trong những điều kiện khó khăn hơn rất nhiều do hoàn cảnh đất nước bị cô lập.

## Tuổi già
Năm 1984 ông hồi hưu khi đã ngoài 70 tuổi. Năm 1989 ông bà tới định cư tại California, Hoa Kỳ. Mặc dầu sức khỏe đã kém đi rất nhiều, ông vẫn cố gắng tham dự Đại hội San Jose năm 1995 tại California do Hội Quốc tế Y Nha Dược sĩ Việt Nam Tự do tổ chức.
Ông mất ngày 11 tháng 12 năm 1999 tại Santa Ana, Hoa Kỳ, hưởng thọ 86 tuổi.

## Gia đình và cá tính
Ông kết hôn với bà Công Tằng Tôn Nữ Tuyết Lê vào năm 1944. Hai ông bà có năm người con là Phạm Biểu Trung, Phạm Biểu Chí, Phạm Thị Kim Hoàn, Phạm Thị Kim Liên và Phạm Biểu Tình. Hai ông bà cũng có một dưỡng nữ là Trần Thị Hồng (quá cố). Toàn thể gia đình hiện nay cư ngụ tại Hoa Kỳ.
Ông sống đời giản dị và thanh bạch, rất hâm mộ môn bóng đá và chèo thuyền thế vận hội.